# کریستف مارکشیز
کریستف مارکشیز (انگلیسی: Christoph Markschies؛ زادهٔ ۳ اکتبر ۱۹۶۲) الهی‌دان پروتستان آلمانی و استاد مسیحیت باستان بود او از سال ۲۰۰۶ تا ۲۰۱۰ رئیس دانشگاه هومبولت برلین بود.
علایق اصلی تحقیقاتی او در تاریخ اولیه کلیسا در درجه اول تاریخ ایده ها- به ویژه گنوسیسم و مونتانیسم و همچنین دگرگونی فلسفه پاگانیسم در الهیات مسیحی - در زمینه ادیان دیگر، تفسیر کتاب مقدس مسیحی و یهودیان  و همچنین تاریخ و روابط کنونی یهودی و مسیحی است.